# Got It Twisted
Got It Twisted – pierwszy singel promujący album pt Amerikaz Nightmare, amerykańskiego duetu Mobb Deep. Został wydany 30 marca, 2004 roku. Do singla powstał teledysk.
Do utworu powstał także remiks, występuje w nim raper Twista.

## Lista utworów
Side A
1. "Got It Twisted" (Dirty Version)
2. "Got It Twisted" (Instrumental)

Side B
1. "Got It Twisted" (Clean Version)
2. "Got It Twisted" (Acappella)

## Notowania
| Notowania (2004)                           | Najwyższa pozycja |
| ------------------------------------------ | ----------------- |
| Billboard Hot 100                          | 64                |
| Billboard Hot R&B/Hip-Hop Singles & Tracks | 23                |
| Billboard Hot Rap Tracks                   | 18                |